# Fernando Chaves Belaunde
Fernando Chaves Belaúnde (Arequipa, 4 de julio de 1928 - ibíd., 10 de noviembre de 2017) fue un ingeniero y político peruano. Fue un denotado impulsor del desarrollo y rehabilitación de Arequipa luego de los terremotos de 1958 y 1960. Gestionó y desarrolló las obras de generación eléctrica y abastecimiento de agua potable del departamento. Finalmente, ostentó el cargo de Ministro de Transportes y Comunicaciones en los primeros dos años del segundo gobierno de Fernando Belaúnde (1980-1982).

## Biografía
Hijo de Luis Alberto Chaves Velando y Dolores Belaúnde Diez-Canseco. Cursó sus estudios escolares en el Colegio de la Inmaculada (Lima). Ingresó a la Universidad Católica, donde siguió la carrera de ingeniería civil.
Fue un gran impulsor del desarrollo de Arequipa. Presidió la Junta de Desarrollo y Rehabilitación (1964-1968), encargada de reconstruir la ciudad devastada por los terremotos de 1958 y 1960. Diseñó y construyó el parque industrial de Arequipa, el Hospital Regional, la fábrica de cemento Yura y la Variante de Uchumayo; reconstruyó el Centro Histórico y creó la Corporación de Saneamiento de Arequipa.
Durante veinte años fue Gerente General de la Sociedad Eléctrica de Arequipa (SEAL), encargada de la generación, transmisión y distribución eléctrica de toda la región. Fue impulsor de la construcción de la Central Hidroeléctrica Charcani V.
A poco de inaugurarse el segundo gobierno de Fernando Belaúnde (que era su primo de hermano), el 11 de agosto de 1980 juró como ministro de Transportes y Comunicaciones, en reemplazo de Eduardo Orrego Villacorta, que había renunciado para postular a la alcaldía de Lima.
Durante su gestión como ministro, que duró dos años, se continuó la Carretera Marginal de la Selva y otras vías de comunicación. En total se efectuaron obras en 35 carreteras con un total de 1144 km y se construyeron 9 puentes, así como se atendió el mantenimiento de 65.000 km de carreteras. También se atendió la infraestructura de los aeropuertos y se extendió la red telefónica en provincias.
Posteriormente, fue asesor de EGASA, la empresa estatal de generación eléctrica del sur peruano a través de centrales hidroeléctricas. Gestionó los proyectos de afianzamiento hídrico de la cuenca del río Chili, tales como el mantenimiento del canal Pañe-Sumbay (que lleva el agua desde las alturas de los Andes hacia la ciudad de Arequipa); y la construcción de la represa Pillones (que aporta el 25% de toda el agua que llega a Arequipa).
Falleció en su domicilio de Cayma, Arequipa, a la edad de 89 años.